# Alden Township (Iowa)
Pour les articles homonymes, voir Alden Township.
Alden Township est un township, du comté de Hardin en Iowa, aux États-Unis,.
Le township est fondé en 1856, il est nommé en référence à Henry Alden, un pionnier.

## Source de la traduction
- (en) Cet article est partiellement ou en totalité issu de l’article de Wikipédia en anglais intitulé « Alden Township, Hardin County, Iowa » (voir la liste des auteurs).